# イマジナリーナンバー (フロントミッション)
イマジナリーナンバーは 、スクウェア・エニックスのコンピュータゲーム『フロントミッション』シリーズに登場する架空の兵器、および遺伝子操作による優良人種の製造計画。
本項ではその前身であるリアルナンバーについても解説する。

## 概要
ラーブヌイ共和国が国益に利するという一点のために推進した計画。研究開始時期は2070年頃。遺伝子操作によって各方面に渡る優秀な人類を作り出し、自国に忠実かつ有益な活動を行う人員として育成するという技術である。人道からの逸脱と言う点ではバイオニューラルデバイスに匹敵する。
本来ならラーブヌイの固い機密保持体制の下、管理されたプロジェクトであったが、2112年時においては本国の統制を離れた技術者によって大漢中への技術流出が確認されている。そのため、一部ではあったがINが歴史の表舞台に暴露されることとなった。2112年のM.I.D.A.S.事件は始まりから終わりまで、かれらを巡るものでもあった。

### リアルナンバー (Real Number)
当初進められたプロジェクトで、優秀な素因を持った受精卵から誕生した人間に、高度な教育とともに思考傾向の製造元の利に適うようなコントロールを施すというもので、計画において製造された個体のことを指す名称でもある。あくまで血統管理された人間であり、能力のバラつきも大きくコストパフォーマンスの悪さから後に製造中止となる。ただし、イマジナリーナンバーの制御や取扱の難しさや虚弱性を鑑みて、その後しばらくは並立して継続されていた。
2090年代より各方面（各国）に投入される。名称の由来は実数から。

### イマジナリーナンバー (Imaginary Number)
INと略される。自然交配によったリアルナンバーの不確定性を踏まえ、遺伝子操作を加えることで目的とする方面にさらに突出した天才を確実に創出することに成功した。人材の方面は政治・経済・軍事などあらゆる分野に及ぶ。非常に高い知能、身体能力を持つ一方、遺伝子改変に起因する欠陥や生育過程の問題で精神に異常をきたす個体が多く、プロジェクトの主流として注力されながらも未だ解決には至っていない。寿命も長くて35年程度とされる。
IN個体の思考傾向は常人には読み難く、製造元の意に反する暴走の危険性がある。人間を凌駕する存在が独自の理念に基づいて行動した際に生じる被害は計り知れない。ただし精神および思考傾向が安定し、人としての社会生活を支障なく送り続けることが可能な者は少ないながらも存在する。金原子核線理論の応用技術を確立したE.クラムスコイ博士の他、O.C.U.日本で大学生として通常の生活を送る武村アリサ（旧名:アリシアーナ・クラムスコイ）の2名が安定個体として確認されている。幼少時からの生育環境に家族などからの愛情が加わることが人格の安定に関して重要であることが示唆される。
2100年代より各方面（各国）に投入される。M.I.D.A.S.と同様にINの製造は事実上凍結されたものの、オルシャ国営科学研究所の関係者の間では、未だにその製造研究が秘密裏に継続されているとの報告も存在する。名称の由来は自然界に存在しない数、虚数から。

## 製造された主な個体

### リアルナンバー（Real Number）
リュウ ハイフォン（劉 海峰）
最初に製造されたリアルナンバーの個体で、能力はRN中最高。バールに盲目的といえるほどの忠誠を誓っており、彼に害なすものには容赦しない。

### イマジナリーナンバー（Imaginary Number）
ピエールヴィ＝Z＝ヴィェーシィ
2084年、ラーブヌイでイマジナリーナンバー第1号にして製造される。後に製造されたINを圧倒する最高の能力と安定した精神を持つと謳われるが、後に精神障害が認められ、ゴルボルスキィはこれを処分したとある。
エミール・クラムスコイ(Emir Klamsky)
2090年、オルシャ研究所製。アリシアーナとは造られた材料を同じとする“姉妹”。
アリシアーナ・クラムスコイ (Aliciana Klamsky)
2093年、オルシャ研究所製。クラムスコイ夫妻の手で単身亡命。
セロフ・ウォーレン (Serov Wallen)
O.C.U.陸防軍技術研究所第1特兵開発部第2部長。INとしての完成度は大して高くなかったようである。肉体的な異常は無いものの軽度のパラノイア系精神疾患を抱え、投薬治療を受けている。よって、接触には注意が求められる。
イヴァン・ラーザレフ (Ivan Larzalev)
イマジナリーナンバーとしての完成度が高く安定していた優秀な個体。上海研究所から脱走後、機密書類の持ち出しが認められ、危険視される。後に処分（殺害）されるが、和輝達と出会い、彼らに重大な事実を伝える。
アンソニー・パーキンス（ノーマン・ベイツ ）
2111年3月、U.S.N.での調査任務中に行方不明。ヴァージニア連続殺人事件（総数17件、犠牲者23名、行方不明者を含めると更に膨れ上がる）の容疑者ノーマン・ベイツとしてFBIに逮捕される。逮捕時の精神状態は完全に破綻していたものの知能は優秀で、取調べ時には、13以上の言語を組み合わせた会話を行っていた。
ロザヴィア＝グレーフェ (Rosavia Gray)
戦闘部隊所属。全IN中、最も感情に乏しいらしい。
アンジオール＝ボグダーノフ (Jared Bogandof)
戦闘部隊所属。ロザヴィアと並ぶルカーヴ直属の部下。
ゲーム中ではジオールという名である。
グルーブ・プローブヌイ
戦闘部隊所属。

## IN部隊専用ヴァンツァー
暗い蒼の塗装を施した独特の形状をもつヴァンツァー及び大型機動兵器。機体の高性能に加えてパイロットの超人的能力も相まって通常の軍部隊を圧倒する戦闘力を発揮する。大漢中のメーカーの製品であり、上記経緯のIN関連情報が流出した可能性を示唆している。ゲーム中ではINでない武村和輝や草間亮五といったパイロット達も鹵獲して使用することができ、問題なく使いこなせていたことから、COMや操縦系統は通常のヴァンツァーに準じた仕様であると考えられる。
- ジーニアムM0
- 冷河1型
- 瞬王1型
- 明天1型
- 奇兵0型